# فرانتز روزنبرغ
فرانتز روزنبرغ (بالنرويجية البوكمول: Frantz Rosenberg)‏ هو لاعب رماية نرويجي، ولد في 27 يناير 1883 في أوسلو في النرويج، وتوفي في 18 يناير 1956.

## وصلات خارجية
- فرانتز روزنبرغ على موقع اللجنة الأولمبية الدولية (الإنجليزية)
- فرانتز روزنبرغ على موقع أوليمبيديا (الإنجليزية)